# Charlotte Leys
Charlotte Leys (ur. 18 marca 1989) – belgijska siatkarka, reprezentantka Belgii, grająca na pozycji przyjmującej. Brązowa medalistka mistrzostw Europy 2013 rozgrywanych w Niemczech i Szwajcarii. 

## Sukcesy klubowe
Puchar Belgii:
- 2008

Mistrzostwo Belgii:
- 2008, 2010
- 2009

Puchar Challenge:
- 2010, 2018

Puchar Polski:
- 2012, 2013, 2015

Mistrzostwo Polski:
- 2013, 2015
- 2012, 2014

Puchar CEV:
- 2015, 2016

Mistrzostwo Turcji:
- 2017

## Sukcesy reprezentacyjne
Liga Europejska:
- 2013

Mistrzostwa Europy:
- 2013

## Nagrody indywidualne
- 2013 - MVP Ligi Europejskiej[3]